# 捷尔诺波尔
捷尔诺波尔烏克蘭語：，羅馬化：Ternopil，發音：[terˈnɔp⁽ʲ⁾ilʲ] ⓘ），是乌克兰西部捷尔诺波尔州捷尔诺波尔区捷尔诺波尔市镇内的城市，为同名州的首府、同名区及同名市镇的行政中心，位于塞雷特河河畔。2022年人口225,286。

## 历史
该城市由波兰指挥官揚·塔爾諾夫斯基以城堡的形式于1540年建立，也解釋了城市的現名（但其實按波蘭語名譯塔爾諾波爾）。
1548年1月20日，波兰国王齐格蒙特一世授予塔尔诺波尔合法权利，该小镇每年可举行三届博览会，而每周进行一次交易。
1623年，这座城市移交给扎莫厄斯基家族。1589年，奥地利外交官Erich Lassota von Steblau参观了这座城市。
在1672年至1676年的波兰奥斯曼战争期间 ，塔诺波尔几乎被土耳其的易卜拉欣·希什曼·帕夏（Ibrahim Shishman Pasha）部队彻底摧毁，并由亚历山大·科涅克波尔斯基进行了重建。
1772年，在第一次瓜分波兰后，这座城市由奥地利统治。
1941年，德国人袭击了波兰东部的苏联阵地后不久，有2000名犹太人在大屠杀中丧生。
1946年底之前，波兰人口被重新安置到新的波兰。
1954年，市中心以波兰人为主的罗马天主教的永援圣母堂被共产党当局炸毁，并在该处建造了中央超市。
苏联解体后 ，捷尔诺波尔成为独立乌克兰的一部分。

## 教育
- 捷尔诺波尔医科大学

## 景点
- 捷尔诺波尔湖
- 捷尔诺波尔圣母无玷始胎主教座堂
- 举荣圣架堂
- 捷尔诺波尔美术馆

## 備注
1. 此名按俄語名譯